# Ronde van Okinawa
De Ronde van Okinawa (ツール ド おきなわ, Tour de Okinawa) is een eendaagse wielerwedstrijd, die jaarlijks in de maand november wordt gereden, op het Japanse eiland Okinawa. Start en aankomstplaats bevinden zich in de stad Nago.
De wedstrijd wordt sinds 1989 op het eiland Okinawa gereden. Sinds 1999 staat de wedstrijd open voor profwielrenners. Vanaf de editie 2005 maakt de wedstrijd deel uit van de UCI Asia Tour. Tot 2007 was de wedstrijd een eendagswedstrijd in de categorie 1.2. Vanaf de editie 2008 was het een tweedaagse wedstrijd in de categorie 2.2. Sinds 2012 is het weer een eendagskoers in de categorie 1.2. Recordhouder met vier overwinningen is de uit Hongkong afkomstige Wong Kam-Po.

## Lijst van winnaars

### Meervoudige winnaars
| Overwinningen | Renner           | Land     | Jaren                     |
| ------------- | ---------------- | -------- | ------------------------- |
| 4             | Wong Kam-Po      | Hongkong | 1995 + 1998 + 2000 + 2004 |
| 3             | Nariyuki Masuda  | Japan    | 2014 + 2016 + 2019        |
| 2             | Takahiro Yamada  | Japan    | 1991 + 1993               |
| 2             | Tomokazu Fujino  | Japan    | 1994 + 1997               |
| 2             | Takashi Miyazawa | Japan    | 2006 + 2007               |

### Overwinningen per land
| Overwinningen | Land                          |
| ------------- | ----------------------------- |
| 22            | Japan                         |
| 4             | Hongkong                      |
| 2             | Australië, Italië             |
| 1             | Canada, Nieuw-Zeeland, Spanje |